# Seznam invazij in okupacij Ukrajine
Ozemlje današnje Ukrajine je bilo v svoji zgodovini večkrat napadeno ali okupirano.
| Konflikt                                                                 | Invazija                                                   | Okupator(ji)                                        | Leto      | Podrobnosti |
| ------------------------------------------------------------------------ | ---------------------------------------------------------- | --------------------------------------------------- | --------- | --- |
| Mongolska invazija na Kijevsko Rusijo                                    | Obleganje Kijeva (1240)                                    | Mongolsko cesarstvo                                 | 1236–1242 | Mongolsko cesarstvo je v 13. stoletju napadlo Kijevsko Rusijo in pri tem uničilo številna južna mesta, vključno s Kijevom in Černigovom. |
| Krimsko-Nogajski suženjski napadi v Vzhodni Evropi                       |                                                            | Krimski kanat                                       | 1450–1769 | Po navedbah ukrajinsko-kanadskega zgodovinarja Oresta Subtelnija je bilo »med 1450 in 1586 zabeleženih 86 napadov ter med 1600 in 1647 70 napadov. Čeprav ocene zajetih v posameznemu napadu segajo do 30.000, so povprečne številke segale do 3000 ... Samo v Podiliji je bila med 1578 in 1583 opuščena ali porušena ena tretjina vasi.« Leta 1769 so med zadnjim tatarskim vdorom med rusko-turško vojno zajeli 20.000 sužnjev. |
| Hmelnickov upor                                                          | Bitka za Batig                                             | Republika obeh narodov                              | 1652      | Zaporoški kozaki pod vodstvom Bogdana Hmelnickega pri Batihu odbijejo poljsko-litovske sile. |
| Rusko-poljska vojna (1654–1667)                                          | Bitka za Konotop (1659)                                    | Rusko carstvo                                       | 1659      | Zaporoški kozaki pod vodstvom Ivana Vigovskega odbijejo sile Ruskega carstva v bitki pri Konotopu. |
| Ukrajinska vojna za neodvisnost in sovjetsk-ukrajinska vojna (1917–1921) | Sovjetska invazija na Ukrajino (1918)                      | Ruska sovjetska federativna socialistična republika | 1918      | Začetno bojevanje je potekalo od januarja do junija 1918, končalo se je s posegom centralnih sil. |
| Ukrajinska vojna za neodvisnost in sovjetsk-ukrajinska vojna (1917–1921) | Intervencija centralnih sil v Ukrajini (1918)              | Nemško cesarstvo · Avstro-Ogrska                    | 1918      | Po dogovoru z Ukrajinsko ljudsko republiko v njo vstopijo sile Nemškega cesarstva in Avstro-Ogrske ter preženejo boljševike. Okupacija: Ukrajinska država (1918), nemška marionetna vlada nadzoruje večino ozemlja Ukrajine. |
| Ukrajinska vojna za neodvisnost in sovjetsk-ukrajinska vojna (1917–1921) | Sovjetska invazija na Ukrajino (1919)                      | Ruska sovjetska federativna socialistična republika | 1919      | Invazija v polnem obsegu se je začela januarja 1919. |
| Druga svetovna vojna (1939–1945)                                         | Madžarska invazija Karpatske Ukrajine                      | Kraljevina Madžarska                                | 1939      | Kraljevina Madžarska je aneksirala Češkoslovaško in Čezkarpatsko Ukrajino. Okupacija: Podkarpastki guvernat (1939–1945), avtonomna pokrajina z vključeno Čezkarpatsko Ukrajino. |
| Druga svetovna vojna (1939–1945)                                         | Sovjetska invazija Poljske in Ukrajine (ukrajinska fronta) | ZSSR                                                | 1939      | Sovjetska Zveza je l. 1939 okupirala Poljsko in dele Zahodne Ukrajine. Okupacija: Po sovjetski okupaciji Galicije in Volhinje je Sovjetska zveza ozemlje držala do nemške okupacije novembra 1941. Ponovno so jo zavzeli leta 1944.: 625 |
| Druga svetovna vojna (1939–1945)                                         | Operacija Barbarossa                                       | Nacistična Nemčija Kraljevina Romunija              | 1941      | Nacistična Nemčija je junija 1941 z romunsko pomočjo okupirala dele Sovjetske zveze, vključno z Ukrajino, Do novembra so nadzirali vso Sovjetsko Ukrajino.: 624 Okupacija: - Državni komisariat Ukrajine (1941–1944), nemška zasedba večine države. - Pridnestrski protektorat (1941–1944), romunska okupacija Pridnestrja. |
| Rusko-ukrajinska vojna (2014–danes)                                      | Aneksija Krima Ruski federaciji                            | Ruska federacija                                    | 2014      | Rusija je med februarjem in marcem 2014 okupirala in si priključila Krim kot Avtonomno republiko Krim, in tudi zasedla vas Strilkove v Hersonski oblasti. Okupacija: Republika Krim in federativno mesto Sevastopol (2014–danes) je v Ukrajini in Združenih narodih obravnavana kot okupacija Ukrajine (kot del začasno okupiranih ozemelj Ukrajine). |
| Rusko-ukrajinska vojna (2014–danes)                                      | Vojna v Donbasu                                            | Ruska federacija                                    | 2014      | Po zaključku nemirov marca 2014 so ruske sile avgusta istega leta okupirale Donbas. Poročilo Royal United Service Institute iz leta 2015 je dejalo, da je "prisotnost velikega števila pripadnikov ruskih oboroženih sil" postala "trajna značilnost" vojne po začetku invazije, z neposrednimi spopadi ruskih in ukrajinskih oboroženih sil v bitki pri Ilovajsku in bitki pri Debalcevi. Manjši spopadi so se vrstili skozi 2022 navkljub številnim prekinitvam ognja. Okupacija: Ukrajina Donecko ljudsko republiko in Lugansko ljudsko republiko (2014–danes), separatistični entiteti, nominalno neodvisni od Rusije, obravnava kot del začasno rusko okupiranega dela Ukrajine. |
| Rusko-ukrajinska vojna (2014–danes)                                      | Ruska invazija na Ukrajino (2022)                          | Ruska federacija                                    | 2022      | Rusija je z invazijo pričela 24. februarja. |